# Macrocito
I macrociti sono una particolare classificazione dei globuli rossi.
I globuli rossi di dimensioni elevate vengono appunto detti macrociti, in contrapposizione ai:
- normociti, i globuli rossi di dimensioni normali
- microciti, i globuli rossi di dimensioni ridotte
- megalociti, i globuli rossi di dimensioni ancora maggiori dei macrociti (diametro maggiore di 14 µm)

I macrociti sono i globuli rossi la cui dimensione varia fra i 9 micrometri e i 12 micrometri.

## Malattie collegate
La presenza nel sangue di macrociti è spesso indicativa di alcuni tipi di anemie, come l'anemia sideroblastica o l'anemia megaloblastica. La presenza di macrociti ovali è uno degli indici per verificare la carenza di vitamina B12.

## Genesi dei macrociti
La causa della presenza di macrociti nel sangue è riconducibile ad un difetto di maturazione dei precursori eritroidi che si accumulano nel midollo. La dimensione maggiore rispetto ai normociti è dovuta a una differente maturazione fra il nucleo del globulo rosso e il citoplasma.